# Matthias von Wolzogen auf Missingdorf
Matthias von Wolzogen, ab 1614 Matthias von Wolzogen auf Missingdorf, (* 1588 in Kaschau, Ungarn; † 1. Januar 1665 in Oldenburg (Oldb)) war ein deutscher Hofbeamter in oldenburgischen Diensten. Er fungierte unter anderem als Direktor des Geheimen Rats der Grafschaft.

## Leben

### Herkunft
Von Wolzogen entstammte dem alten österreichischen Adelsgeschlecht Wolzogen. Seine Eltern waren Andreas von Wolzogen (um 1540–vor 1603) und dessen Ehefrau, die aus einer Wiener Bürgerfamilie stammende Felicitas geb. Lackner († nach 1624). Sein Vater hatte 1569 als Belohnung für militärische und diplomatische Dienste von Kaiser Maximilian II. das Postmeisteramt in Kaschau im Königreich Ungarn erhalten. Dort wurde von Wolzogen als fünftes von zwölf Kindern geboren. Bei Ausbruch des Langen Türkenkrieges flüchtete die Familie 1593 nach Niederösterreich, wo der Vater 1599 in den dortigen Ritterstand aufgenommen wurde. Nach dessen Tod kaufte seine Witwe 1614 die kleine Herrschaft Missingdorf, nach der sich dieser Zweig der Familie fortan nannte.
Über von Wolzogens Jugend und Ausbildung ist nichts bekannt. Vermutlich wurde er durch die Eltern und durch einen Hauslehrer erzogen, eventuell hat er auch eine der adligen Landschaftsschulen in Wien oder Horn besucht. Da bei der Vielzahl der Kinder die Mittel seiner Familie begrenzt waren, hat von Wolzogen keine Universität besucht. 1617 erhielt er von seiner Mutter die Herrschaft Missingdorf, die er möglicherweise schon vorher verwaltet hatte.

### Konflikt mit den Habsburgern und Emigration
Da von Wolzogen Protestant war, geriet er in der Folge zunehmend in Konflikt zu den zum Absolutismus strebenden katholischen Habsburgern, die zudem zur Vergrößerung ihrer eigenen Macht auch gegen die ständische Adelsmacht vorgingen. Zu dieser Zeit unternahm der protestantische Adel Österreichs den Versuch, sich die dauernde Mitregierung gegenüber dem Haus Habsburg zu sichern.
Von Wolzogen nahm an dieser Entwicklung Anteil und unterschrieb, gemeinsam mit seinem Bruder Andreas (* 1581), im Oktober 1608 einen an die Habsburger gerichteten Föderationsbrief der protestantischen Stände. Weiterhin schloss er sich der ständischen Opposition an. Nach dem böhmischen Aufstand 1618 und dem Ausbruch offener Kämpfe war von Wolzogen Teil der Böhmischen Konföderation vom 16. August 1619. Im gleichen Jahr wurde er in Horn in das Direktorium der niederösterreichischen Stände gewählt. Er weigerte sich, den von der Böhmischen Konföderation für abgesetzt erklärten Kaiser Ferdinand II. als rechtmäßigen Landesherrn anzuerkennen. Daraufhin wurde er vom Kaiser am 12. September 1620 mit 30 anderen Herren und Rittern zum Hauptrebellen erklärt und unter Konfiszierung seines gesamten Besitzes des Landes verwiesen. Zusammen mit den anderen protestantischen Adeligen ging von Wolzogen daraufhin nach Deutschland, um hier eine Anstellung bei einem der vielen deutschen Fürsten zu suchen.

### Im Dienst der Grafschaft Oldenburg
1632 fand von Wolzogen schließlich eine Anstellung im Dienst des Grafen Anton Günther von Oldenburg. Er wurde, wie zu dieser Zeit für einen Hofbeamten üblich, mit vielfältigen Aufgaben betraut. So fungierte er zeitweise als Hofmeister, dem die gesamte Hofverwaltung unterstand, war aber auch in der inneren Verwaltung der Grafschaft tätig und übernahm zusätzlich diplomatische Missionen zur Sicherung der oldenburgischen Neutralität während des fortdauernden Dreißigjährigen Krieges. Innerhalb kurzer Zeit gewann er das Vertrauen Anton Günthers, der keine legitimen Nachkommen hatte und von Wolzogen somit mit den schwierigen Verhandlungen zur Regelung der oldenburgischen Erbfolgefrage und über die Versorgung seines illegitimen Sohnes Anton I. von Aldenburg übertrug. Diese Missionen konnte er zur Zufriedenheit aller Beteiligten 1649 mit dem Vergleich von Rendsburg und 1653 mit dem Separationsvertrag mit den anderen beteiligten Mächten, dem Königreich Dänemark und den Herzögen von Holstein-Gottorp, abschließen. Herzog Friedrich III. von Holstein-Gottorf ernannte von Wolzogen für seine Verdienste zum Rat und der ebenso dankbare Anton Günther schenkte ihm Grundbesitz in der Vogtei Blexen. 1656 wurde er – wie Anton Günther auch schon vorher – in die angesehene Fruchtbringende Gesellschaft aufgenommen. Im gleichen Jahr ernannte Anton Günther seinen engsten Vertrauensmann von Wolzogen auch noch zum Direktor seiner Regierungskanzlei, obwohl sich dieser zunächst dagegen gesträubt hatte, als Nichtjurist die Leitung dieser Behörde, die auch als oberste Gerichtsbarkeit der Grafschaft fungierte, zu übernehmen.
Im September 1656 wurde von Wolzogen auch Direktor des neugeschaffenen Geheimen Rats, der als Zentralbehörde den alternden Landesherrn in Regierungsangelegenheiten entlasten und beraten sollte. Allerdings wurde das Gremium schon zwei Jahre später wieder aufgelöst und von Wolzogen, inzwischen siebzigjährig, zog sich ins Privatleben zurück. Seine Kanzleigeschäfte übernahm Bernhard Heilersieg als sein Amtsnachfolger. Als er 1663 vom oldenburgischen Landdrost Sebastian Friedrich von Kötteritz für den nun unter seiner Leitung erneut einberufenen Geheimen Rat reaktiviert werden sollte, lehnte von Wolzogen ab. Er starb zwei Jahre später.

## Familie
Von Wolzogen heiratete noch in Österreich. Seine Frau, deren Vornamen unbekannt ist, stammte aus der steirischen Adelsfamilie von Greißenegg. Das Paar hatte die folgenden Kinder:
- Friedrich Matthias († 31. August 1681), oldenburgischer Hofjunker und später Hofmeister der Gräfin Sophie von Schleswig-Holstein-Sonderburg, der Gemahlin Anton Günthers von Oldenburg.
- Friedrich Günther († 1680), ging nach Schlesien und wurde Hofmeister im Herzogtum Brieg.
- Catharina heiratete Heinrich Ernst Vitzthum von Eckstädt (um 1635–um 1688), den ältesten Sohn des Hofmeisters Hans Wilhelm Vitzthum von Eckstädt (1604–1660)
- Sophia heiratete Anton Günther von der Decken (1623–1675), des Sohnes des oldenburgischen Drosten Hermann von der Decken (1586–1629).